# Ryobi One-Day Cup 2011/12
Der Ryobi One-Day Cup 2011/12 war die 43. Austragung der nationalen List A Cricket-Meisterschaft in Australien. Der Wettbewerb wurde zwischen dem 9. Oktober 2011 und 25. Februar 2012 zwischen sechs australischen First-Class-Vertretungen der Bundesstaaten ausgetragen. Im Finale trennten sich South Australia und Tasmanien unentschieden, wobei South Australia den Titel erhielten, da sie in der Gruppenphase besser platziert waren.

## Format
Die sechs Mannschaften spielten in einer Gruppe jeweils acht Spiele gegen die anderen Mannschaften. Für einen Sieg gibt es vier Punkte, für ein Unentschieden oder No Result zwei und für eine Niederlage keinen Punkt. Ein Bonuspunkt wird vergeben, wenn bei einem Sinn die eigene Runzahl die des Gegners um das 1,25-fache übersteigt, ein weiterer, wenn sie sogar mehr als das Doppelte des Gegners beträgt. Des Weiteren ist es möglich, dass Mannschaften Punkte abgezogen bekommen, wenn sie beispielsweise zu langsam spielen. Der Gruppenerste und -zweite qualifiziert sich für das Finale.

## Resultate

### Gruppenphase
Tabelle
| Teams             | Sp. | S | N | U | R | NR | BP | Ded | Punkte | NRR    |
| ----------------- | --- | - | - | - | - | -- | -- | --- | ------ | ------ |
| South Australia   | 8   | 6 | 2 | 0 | 0 | 0  | 3  | 0   | 27     | +0,470 |
| Tasmanien         | 8   | 6 | 2 | 0 | 0 | 0  | 2  | 0   | 26     | +0,211 |
| New South Wales   | 8   | 4 | 4 | 0 | 0 | 0  | 1  | 0   | 17     | +0,171 |
| Queensland        | 8   | 4 | 4 | 0 | 0 | 0  | 1  | 0   | 17     | +0,018 |
| Victoria          | 8   | 3 | 5 | 0 | 0 | 0  | 1  | 0   | 13     | −0,144 |
| Western Australia | 8   | 1 | 7 | 0 | 0 | 0  | 0  | 0   | 4      | −0,741 |

## Finale
| 25. Februar Scorecard | Adelaide | South Australia 285 (49.4) | – | Tasmanien 285-4 (50) |
|                       |          | Unentschieden              |   |                      |